# Bradford City Association Football Club 2016-2017
Questa voce raccoglie le informazioni riguardanti il Bradford City Association Football Club nelle competizioni ufficiali della stagione 2016-2017.

## Rosa
Rosa aggiornata al 9 settembre 2016
| N. |                        | Ruolo | Calciatore         |
| -- | ---------------------- | ----- | ------------------ |
| 1  | Irlanda (bandiera)     | P     | Colin Doyle        |
| 2  | Inghilterra (bandiera) | D     | Stephen Darby      |
| 3  | Australia (bandiera)   | D     | James Meredith     |
| 4  | Inghilterra (bandiera) | C     | Nicky Law          |
| 5  | Inghilterra (bandiera) | D     | Nathan Clarke      |
| 6  | Francia (bandiera)     | C     | Romain Vincelot    |
| 7  | Giamaica (bandiera)    | C     | Mark Marshall      |
| 8  | Francia (bandiera)     | C     | Timothée Dieng     |
| 9  | Inghilterra (bandiera) | A     | James Hanson       |
| 10 | Irlanda (bandiera)     | A     | Billy Clarke       |
| 12 | Germania (bandiera)    | P     | Rouven Sattelmaier |
| 14 | Irlanda (bandiera)     | C     | Josh Cullen        |
| 17 | Polonia (bandiera)     | A     | Vincent Rabiega    |
| 18 | Scozia (bandiera)      | A     | Marc McNulty       |

| N. |                             | Ruolo | Calciatore                |
| -- | --------------------------- | ----- | ------------------------- |
| 19 | Slovenia (bandiera)         | C     | Haris Vučkić              |
| 20 | Portogallo (bandiera)       | C     | Filipe Morais             |
| 21 | Inghilterra (bandiera)      | D     | James King                |
| 22 | Inghilterra (bandiera)      | D     | Nathaniel Knight-Percival |
| 23 | Irlanda del Nord (bandiera) | D     | Rory McArdle              |
| 24 | Inghilterra (bandiera)      | C     | Danny Devine              |
| 26 | Inghilterra (bandiera)      | D     | Matthew Kilgallon         |
| 29 | Inghilterra (bandiera)      | D     | Anthony McMahon           |
| 30 | Inghilterra (bandiera)      | P     | Joe Cracknell             |
| 31 | Inghilterra (bandiera)      | D     | Kwame Boateng             |
| 32 | Inghilterra (bandiera)      | C     | Ellis Hudson              |
| 33 | Inghilterra (bandiera)      | C     | Niah Payne                |
| 34 | Inghilterra (bandiera)      | D     | Tom Windle                |